# Die Queen
Die Queen (englischer Originaltitel: The Queen) ist ein Historienfilm des britischen Regisseurs Stephen Frears aus dem Jahr 2006 mit Helen Mirren in der Hauptrolle.

## Handlung
Großbritannien im Jahr 1997: Der 43-jährige Tony Blair wird durch einen Sieg der Labour Party bei den Unterhauswahlen Premierminister. Weil er bei seinem Antrittsbesuch im Palast mit den Regeln der Etikette noch nicht vertraut ist, muss er sich in diesen Dingen durch Elisabeth II. belehren lassen. Knapp drei Monate später ist es Blair, der versucht, dem britischen Staatsoberhaupt den Weg aus einer Krise aufzuzeigen.
In den frühen Morgenstunden des 31. August werden die in Schottland weilende Königin Elisabeth und ihr Ehemann Prinz Philip vom Tode Prinzessin Dianas unterrichtet, die bei einem Verkehrsunfall in Paris ums Leben gekommen ist. Die ehemalige Ehefrau ihres Sohnes und Thronfolgers, Prinz Charles, hatte durch ihre karitative Arbeit und verschiedene Lebensgefährten im Fokus der internationalen Presse gestanden und u. a. durch Interviews und Buchveröffentlichungen Einblick in ihr Leben am königlichen Hofe gegeben. In der Folgezeit avanciert die tote Prinzessin zur „Königin der Herzen“, der auch Premierminister Tony Blair seinen Tribut zollt und in einer Rede für sie den Begriff Prinzessin des Volkes (the people’s princess) prägt. Dagegen zeigt Königin Elisabeth ganz dem höfischen Protokoll folgend keine öffentliche Trauer und verbleibt mit der königlichen Familie auf Schloss Balmoral in Schottland. Sie weigert sich, dem Rat Blairs zu folgen, umgehend nach London zu reisen, um sich dort dem Volk zu zeigen, und will auch nicht das Protokoll ändern, um die Flaggen für Diana auf halbmast zu setzen. Um ihre beiden Enkel, Dianas Söhne William und Harry, auf andere Gedanken zu bringen, schickt sie die beiden mit einer Jagdgesellschaft auf die Jagd nach einem Vierzehnender, der in ihrem Revier gesichtet worden ist.
Während Tausende von trauernden Menschen Blumen vor dem Wohnsitz Dianas Kensington Palace niederlegen, richtet sich der Unmut der Bevölkerung gegen die scheinbar teilnahms- und gefühlslosen Mitglieder der königlichen Familie. Elisabeth II. gerät daraufhin in einen Gewissenskonflikt und erwägt, den Thron für die nächstjüngere Generation freizumachen. Der Hysterie um den Tod der Princess of Wales, die sie nicht mehr als Mitglied ihrer Familie betrachtete, kann sie nichts abgewinnen und schadet dadurch dem Ansehen der Krone. Das Volk nicht mehr verstehend, wird die Monarchin von ihrer Mutter, der Königinmutter Elizabeth, darin bestärkt, an ihrem Amt festzuhalten und sich nicht einschüchtern zu lassen, auch nicht von Tony Blair. Die Stimmungslage ändert sich schließlich nach einer Woche, als die Königin auf Druck von Tony Blair für Diana ein Staatsbegräbnis anordnet, das Blumenmeer am Buckingham Palace besucht und öffentlich zu ihrem Tode Stellung bezieht. In einer Fernsehansprache redet Elisabeth II. davon, aus Dianas Leben und aus der außergewöhnlichen und bewegenden Reaktion auf ihren Tod lernen zu können und die Erinnerung an die Princess of Wales bewahren zu wollen.

## Synchronisation
Der Film wurde zweimal synchronisiert. Die erste Synchronfassung wurde in den USA erstellt und war auf den DVDs für Österreich und die deutschsprachige Schweiz enthalten. Die zweite Synchronfassung entstand bei der Christa Kistner Synchronproduktion in Potsdam. Heinz Freitag schrieb das Dialogbuch und führte Regie.
| Rolle                   | Darsteller     | Synchronsprecher (AU und CH DVD) | Synchronsprecher (Kinos und DE DVD) |
| ----------------------- | -------------- | -------------------------------- | ----------------------------------- |
| Königin Elisabeth II.   | Helen Mirren   | Bettina Spier                    | Sonja Deutsch                       |
| Tony Blair              | Michael Sheen  | ?                                | Nicolas Böll                        |
| Prinz Philip            | James Cromwell | ?                                | Friedrich Georg Beckhaus            |
| Prinz Charles           | Alex Jennings  | ?                                | Bernd Vollbrecht                    |
| Cherie Blair            | Helen McCrory  | ?                                | Sabine Arnhold                      |
| Königinmutter           | Sylvia Syms    | ?                                | Christel Merian                     |
| Sir Robin Berry Janvrin | Roger Allam    | ?                                | Christian Rode                      |
| Stephen Lamport         | Tim McMullan   | ?                                | Oliver Siebeck                      |

## Hintergrund
- Ein Jahr vor den Dreharbeiten zu Die Queen hatte Helen Mirren im zweiteiligen Fernsehfilm Elizabeth I von Tom Hooper bereits die englische Königin Elisabeth I. dargestellt. Auf die Rolle der britischen Königin Elisabeth II. hatte sich Mirren durch ein mehrmonatiges Studium entsprechender Literatur und Filmmaterials vorbereitet.[5] Helen Mirren gab an, dass ihr die Rolle besonders viel Angst bereitet habe, da es sich bei der zu spielenden Figur um eine noch lebende Persönlichkeit handle.
- Das Drama basiert auf einem Originaldrehbuch von Peter Morgan. Er hatte bereits das Skript zum historischen Fernsehmehrteiler Henry VIII (2003) sowie zum Fernsehfilm The Deal verfasst, bei dem es um ein fiktives Treffen der beiden Führungsspitzen Tony Blair und Gordon Brown der britischen Labour Party (New Labour) geht.
- Um den Unterschied zwischen der königlichen und der bürgerlichen Welt im Film optisch zu verdeutlichen, wurden die Szenen in der Welt Tony Blairs auf 16-mm-Film gedreht und die Szenen in den königlichen Räumen auf 35-mm-Film aufgenommen.
- Der im Film verwendete Kosename „cabbage“ von Prinz Philip für seine Frau soll nach Angaben von Autor Peter Morgan tatsächlich von diesem für die Queen verwendet worden sein. In der deutschen Synchronisation wird die Bezeichnung, die man am ehesten mit „Kohlköpfchen“ übersetzten kann, allerdings nur als „mein Schatz“ ausgesprochen.
- Prinz Charles wird in der deutschen Synchronisation des Films regelmäßig als „Prinz von Wales“ bezeichnet, obwohl der korrekte Titel im Deutschen „Fürst von Wales“ lautet.
- Die Dreharbeiten fanden unter anderem im Glenfeshie Estate in den schottischen Highlands, auf Castle Fraser, in London und in Paris statt.
- Weltpremiere war am 2. September 2006 auf den 63. Internationalen Filmfestspielen von Venedig. Der Film startete am 15. September 2006 in den britischen Kinos. In den USA wurde der Film am 6. Oktober 2006 in ausgewählten Kinos veröffentlicht. Dort erhielt der Film von der Motion Picture Association of America (MPAA) eine PG13-Bewertung, womit empfohlen wird, ihn erst Jugendlichen ab 13 Jahren zugänglich zu machen. In Deutschland kam der Film am 11. Januar 2007 in die Kinos. Im deutschen Free-TV war er erstmals am 7. Februar 2010 um 22 Uhr im ZDF zu sehen.
- Der Film ist eine internationale Koproduktion der britischen Pathé Pictures International, Granada Film Productions und Future Films, der französischen Pathé Renn Productions, France 3 Cinéma und Canal+, der italienischen BIM Distribuzione und der US-amerikanischen Scott Rudin Productions.
- Robin Berry Janvrin wird hier bereits 1997 als der erste Privatsekretär der Queen dargestellt, obwohl er die Stellung erst zwei Jahre später innehatte. Anscheinend geschah dies aufgrund der Tatsache, dass der eigentliche Privatsekretär Robert Fellowes mit einer Schwester der verstorbenen Prinzessin Diana verheiratet ist. Dies hätte ggf. zu Komplikationen für den Handlungsablauf geführt. Fellowes wird aber im Film in einem Gespräch zwischen der Queen und ihrer Mutter erwähnt, mit der Aussage, dass er die (angespannte) Lage ähnlich sähe wie Tony Blair.

## Kritiken
„Liebevoll und bissig folgt Frears seiner Heldin durch die Tage internationaler Massenhysterie, die sie weder versteht noch teilen kann, bis der Ruf der britischen Krone an ihrer scheinbaren Teilnahmslosigkeit zu zerbrechen droht (…) Was für ein absurdes Konzept, was für ein großartiger Film. Unbefangen erfindet sich Frears seine Welt der Royals, ohne sie zur Karikatur verkommen zu lassen. Ein Gedankenspiel, wie es damals im Palast zugegangen sein könnte, respekt-, humor- und wundervoll. Für Helen Mirren gab es während der Vorstellung Szenenapplaus. Jeder Blick von ihr ist königlich, jede Geste würdevoll. Aus einem undurchschaubaren Wesen macht sie einen Menschen, so kühl wie liebenswert, so stilvoll wie verunsichert. Es ist eine berauschende Vorstellung.“

„Die Queen bleibt die Übermutter der Nation, die sich nur vom Anblick eines Hirschen rühren lässt. Dass eine gut verborgene Verletzlichkeit zum Vorschein kommt, verdankt sie Helen Mirrens Anverwandlung der Königin – eine außergewöhnliche Schauspielleistung, die ihr mit Sicherheit einen Löwen einbringen dürfte. ‚Die Queen ist wie das Sofa deiner Eltern‘, meinte Mirren auf der Pressekonferenz ironisch: ‚Es ist alles andere als neu, hat Weinflecken und Zigarettenlöcher, und genau deshalb ist es aus deinem Leben nicht wegzudenken: eine gefährliche Rolle.“

„Stephen Frears, der bei seinem letzten Kinofilm ‚Lady Henderson präsentiert‘ ein wenig ins Kitschige abrutschte, gelingt hier die Gratwanderung, alle Schrullen der Royals genüsslich aufs Korn zu nehmen und doch den ernsten Ton zu halten. Richtig königlich wird der Spass indes erst durch die wunderbare Helen Mirren, die es verdient hätte, dafür mit einer Coppa Volpi als beste Darstellerin gekrönt zu werden.“

„Auch Frears verwendet die CNN-Bilder und Zeitungsschlagzeilen aus jenem September 1997, aber nur als Kontrastmittel, um den Eskapismus und die Ratlosigkeit der Windsor-Familie umso deutlicher zu machen – mit der Queen (großartig: Helen Mirren) in ihrer ganz durchs Prinzip Protokoll verschütteten Menschlichkeit an der Spitze. Der damals frisch gewählte, mediensichere Premier Tony Blair (Michael Sheen) errettete die Königin vom Odium totaler Gefühllosigkeit – und damit auch jene kurios monarchistischen Strukturen, auf denen die britische Demokratie basiert.“

## Auszeichnungen

### Oscar 2007
- Beste Hauptdarstellerin (Helen Mirren)
  - nominiert in den Kategorien Bester Film, Beste Regie, Bestes Original-Drehbuch, Beste Filmmusik, Beste Kostüme.

### British Academy Film Awards 2007
- Bester Film
- Beste Hauptdarstellerin (Helen Mirren)
  - nominiert in den Kategorien Bester britischer Film, Beste Regie, Bester Nebendarsteller, Bestes Original-Drehbuch, Beste Filmmusik, Beste Kostüme, Beste Maske, Bester Schnitt.

### Golden Globe Awards 2007
- Beste Hauptdarstellerin – Drama (Helen Mirren)
- Bestes Drehbuch
  - nominiert in den Kategorien Bester Film – Drama, Beste Regie.

### Europäischer Filmpreis 2007
- Beste Darstellerin (Helen Mirren)
- Beste Filmmusik
  - nominiert in den Kategorien Bester Film, Beste Regie, Bestes Drehbuch.